# Berthe de Béhague
 (avril 2012).
Si vous disposez d'ouvrages ou d'articles de référence ou si vous connaissez des sites web de qualité traitant du thème abordé ici, merci de compléter l'article en donnant les références utiles à sa vérifiabilité et en les liant à la section « Notes et références ».
Pour les articles homonymes, voir Berthe.
Marie-Julie-Pamphile-Berthe de Béhague,  marquise de Ganay, née à Paris (VIIe) le 1er juin 1868 et morte à Paris (XVIe) le 23 octobre 1940, est une salonnière, mécène, philanthrope et paysagiste française.

## Biographie
Fille aînée du comte Octave de Béhague et de la comtesse, née Fanny-Laure de Haber (fille de Samuel de Haber et remariée à James de Kerjégu), Berthe de Béhague épouse, le 3 octobre 1887 à Paris (VIIIe) puis religieusement le lendemain à l'église Saint-Philippe-du-Roule, Charles Anne Jean, marquis de Ganay (1861-1948), officier de cavalerie, vice-président du Conseil général de Seine-et-Oise et président de la Société d'Encouragement. Le couple aura quatre fils :
- Hubert (1888-1974), collectionneur d'art et administrateur de sociétés (SFFC, etc), membre du Conseil des Musées nationaux, vice-président de la Société des amis du Louvre, président Polo de Paris, du golf de Granville et du golf de Fontainebleau, marié à Rosita Bemberg, petite-fille d'Otto Bemberg ;
- Jacques (1891-1969), secrétaire général de l'UGF, fondateur de la Coupe Ganay, administrateur de sociétés, marié à Hélène de Durfort-Civrac de Lorge ;
- Bernard (1893-1940), officier de cavalerie et administrateur de sociétés (Crédit mobilier français, Compagnie des Hauts-Plateaux indochinois, etc), marié à Magdeleine Goüin, fille d'Édouard Goüin ;
- François (1904-1984), éleveur de chevaux de courses et administrateur de sociétés (Société du Louvre, etc), remporte le Prix du Jockey Club avec Rapace en 1955 et le Grand Steeple avec Boum, et donne son nom au Prix François de Ganay, marié à Victoria Adélaïde Amor.

Passionnée par le XVIIIe siècle, Mme de Ganay acquiert sur sa période de prédilection des connaissances solides, qui lui valent l’amitié de conservateurs de musées et d’historiens d’art. 
Les artistes de son époque trouvent également auprès d’elle encouragement et protection. Elle préside le cercle Ronsard. 
Son salon, réunissant les sommités des arts et des lettres, les politiciens, les diplomates est célèbre. Elle est très liée avec sa sœur, la grande collectionneuse, la comtesse de Béarn, avec qui elle reçoit souvent de conserve. 
Durant la Première Guerre mondiale, elle se consacre à l’aide aux femmes de soldats mobilisés contraintes de travailler dans les usines et fonda, avec Mlle Renée de Montmort, l'« Association des infirmières visiteuses de France ». Elle aide à la création de dispensaires antituberculeux après avoir fondé l’établissement qui devint plus tard l'École du Comité national de la tuberculose. 
Elle donne également beaucoup de son temps à la Croix-Rouge française. Elle est également membre de l'Office central des œuvres de bienfaisance et de la Société philanthropique.
Elle habite un hôtel particulier au 9, avenue de l’Alma (aujourd'hui avenue George-V) construit de 1896 à 1898 en style Louis XVI par l'architecte Ernest Sanson (l'édifice abrite aujourd'hui l'Assemblée permanente des chambres d’agriculture), sur un terrain de 1 700 m2 acquis en 1893 de la Société de l'Hippodrome. Sur ce terrain, Sanson édifie également un immeuble de rapport donnant sur l'avenue Marceau. La décoration intérieure de l'hôtel est complétée par René Sergent en 1912.
Elle possède également le château de Courances dans l'Essonne, acquis en 1870 par son grand-père, le baron Samuel de Haber et restauré par Gabriel-Hippolyte Destailleur, détenu actuellement par ses descendants, héritiers de leur tante Martine, comtesse de Béarn, morte sans postérité en 1939. Elles ont pour demi-sœur Françoise de Kerjegu (future marquise de La Ferronnays), fille de James de Kerjegu et de Laure de Haber remariée en 1883 à la suite du décès de leur père. 
Avec l'aide du paysagiste Achille Duchêne, et en s'appuyant sur des gravures et des plans anciens, elle fait restaurer le parc dans son état d'origine. Elle y crée « le Bassin du Fer-à-Cheval » et la « Fontaine d'Aréthuse », surmontée d'une nymphe sculptée par Claude Poirier pour le parc de Marly en 1711. En 1930, elle crée un jardin « anglo-japonais ».
Elle est membre de la Société nationale d'acclimatation de France.

## Hommages
- Le rosiériste Pierre Guillot lui dédie une rose hybride de thé de couleur rose, baptisée 'Marquise de Ganay' en 1909[1].

## Sources
- Gérard Rousset-Charny, Les palais parisiens de la Belle Époque, Paris, Délégation à l'action artistique de la ville de Paris, 1990.
- Jean-Pierre Babelon, Mic Chamblas-Ploton, Jean-Baptiste Leroux, Jardins à la française, Imprimerie nationale, Paris, 1999.
- Myriam Chimènes, Mécènes et musiciens: du salon au concert à Paris sous la IIIe République, Paris, Librairie Arthème Fayard, 2004.
- Marc Gaillard, Paris à la Belle Époque au temps de Proust, Étrépilly, Presses du village, 2003.
- Jean-David Jumeau-Lafond, Martine de Béhague. Une esthète à la Belle Époque, Paris, Flammarion, 2022.